# 松涛灌区
松涛灌区是中国海南省儋县的一个灌区，其水源为南渡河。灌区设计面积148万亩，实际面积为68.5万亩，进水闸设计流量为85立方米每秒。